# Boeddicker (cratera)
A cratera Boeddicker situa-se no quadrângulo de Aeolis, em Marte, localizada a  latitude 15º S, longitude 197.7º W. Possui um diâmetro de 109 km e recebeu seu nome em homenagem à Otto Boeddicker, um astrônomo alemão (1853-1937).